# 미란다 (이세르니아현)
미란다(이탈리아어: Miranda)는 이탈리아 몰리세주 이세르니아도의 코무네다. 캄포바소로부터 북서쪽으로 35km, 이세르니아에서 북쪽 6km거리에 위치해있다.